# Unternehmen Eisstoß

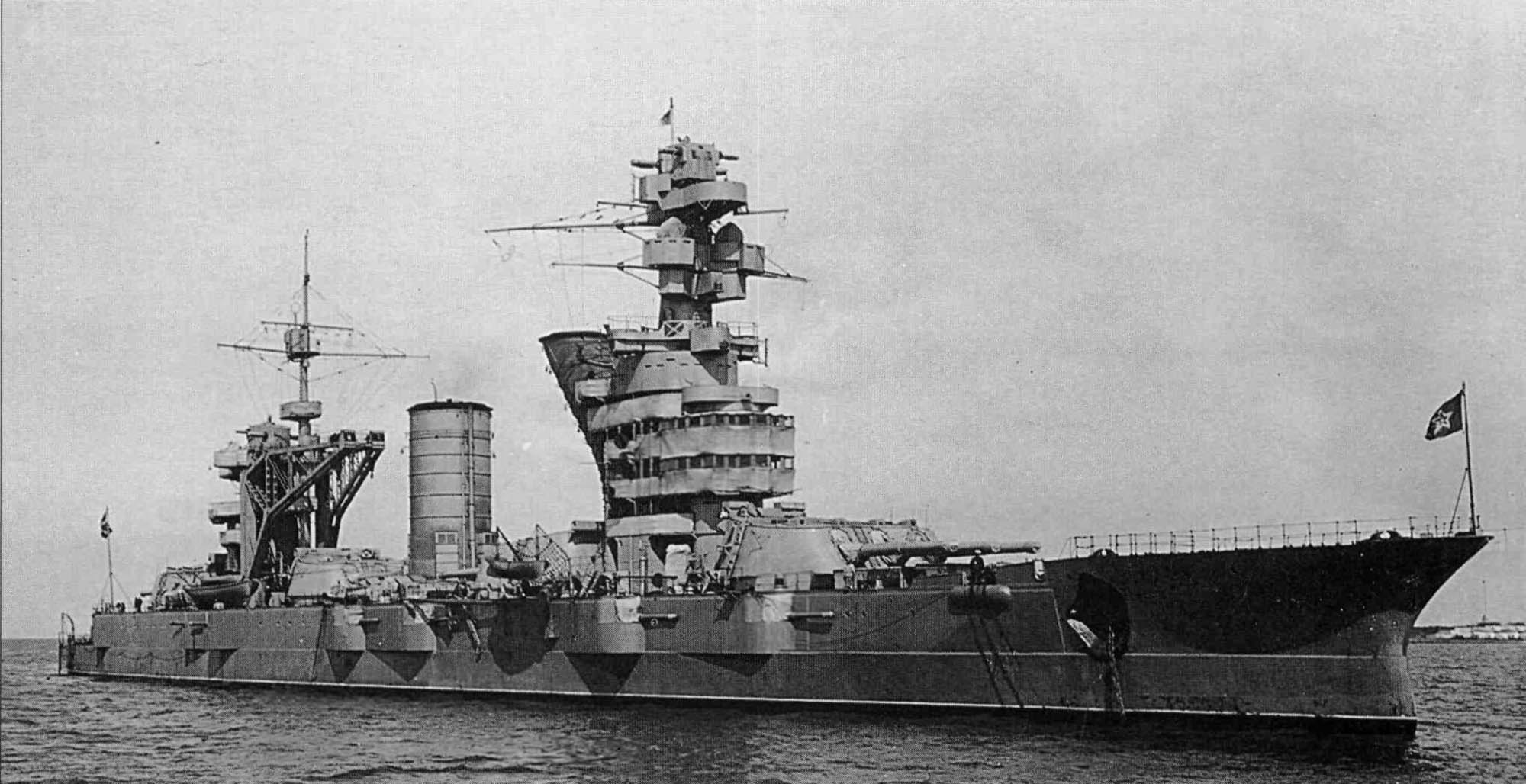
Die Oktjabrskaja Revoljuzija

Das Unternehmen Eisstoß war der Deckname einer deutschen Militäroperation, die als eine Serie von zwei Luftangriffen auf den Hafen von Leningrad während des Deutsch-Sowjetischen Krieges erfolgte. Ziel der tagsüber am 4. und 5. April 1942 durchgeführten Luftangriffe war die Zerstörung der sowjetischen Baltischen Flotte.

## Ausgangslage
Nach dem Überfall auf die Sowjetunion erreichte Ende August 1941 die deutsche 18. Armee der Heeresgruppe Nord die äußere Grenze der Millionenstadt Leningrad. (Lage) Da eine schnelle Besetzung aufgrund der vorbereiteten Verteidigung nicht gelang, begann ab dem 8. September die Belagerung von Leningrad, die bis Januar 1944 dauerte.
Im Winter 1941/42 bestand für die Versorgung der Stadtbevölkerung und der verteidigenden Roten Armee lediglich eine Eisstraße über den Ladogasee, als Verbindung zum Hinterland. Die Baltische Flotte konnte während dieser Zeit aufgrund der Vereisung der Ostsee nicht auslaufen und nur vom Leningrader Hafen mit ihren Schiffsgeschützen in die Kämpfe eingreifen. Von deutscher Seite wurde befürchtet, dass die sowjetischen Großkampfschiffe im Frühjahr auch wieder in der Ostsee aktiv werden würden. Weiterhin galten die schweren Geschütze der Großkampfschiffe, neben der Küstenartillerie, als Eckpfeiler der Leningrader Verteidigung und sollten daher mit dem Unternehmen vernichtet werden. Nach sowjetischen Unterlagen zerstörte die Artillerie der Baltischen Flotte zwischen September 1941 und Februar 1942 38 Batterien, 6 Brücken, 9 Stäbe, 28 Beobachtungsstellen, 20 Panzer, 200 Feldbefestigungen und vier Munitionslager.

## Vorbereitung
Die verantwortliche Luftflotte 1 beauftragte das unterstellte I. Fliegerkorps mit der Planung und Durchführung des Unternehmens. Der Kommandierende General, General der Flieger Helmuth Förster, und der Chef des Stabes Oberst Werner Kreipe planten zwei Luftangriffe an zwei aufeinanderfolgenden Tagen während der Helligkeit durchzuführen. Da neben den Schiffen auch die Flugzeugabwehrkanonen niedergehalten und mit sowjetischen Jagdfliegern gerechnet werden musste, befanden sich neben Sturzkampfbombern und zweimotorigen Bombern auch Jagdflugzeuge mit im Verband.
Folgende fliegende Verbände nahmen an dem Unternehmen teil.
| Verband                                  | Flugzeugtyp                          | Fliegerhorst           |
| ---------------------------------------- | ------------------------------------ | ---------------------- |
| III./Sturzkampfgeschwader 1              | Junkers Ju 87D-1, Ju 87R-2           | Luga-Gorodez (Lage)    |
| I. und II./Sturzkampfgeschwader 2        | Ju 87D-1, Ju 87R-2                   | Dno-Griwotschki (Lage) |
| Stab, II. und III./Kampfgeschwader 1     | Junkers Ju 88A-4, Ju 88A-5, Ju 88C-6 | Dno-Griwotschki (Lage) |
| Stab, I. und II./Kampfgeschwader 4       | Heinkel He 111H-5, He 111H-6         | Riga-Spilve (Lage)     |
| Stab, I., II. und III./Jagdgeschwader 54 | Messerschmitt Bf 109F-4, Bf 109F-2   | Siwerskaja (Lage)      |

## Verlauf
Am 4. April griffen die 37 He 111 des Kampfgeschwaders 4 unter dem Jagdschutz der 59 Bf 109 die Flakstellungen im Hafen an. Anschließend bombardierten die Sturzkampfgeschwader 1 und 2 und das Kampfgeschwader 1 die Kriegsschiffe. Am Folgetag griffen nochmals 31 He 111 des Kampfgeschwaders 4 an. Bei diesen zwei Luftangriffen beschädigten die Bomber das Schlachtschiff Oktjabrskaja Rewoljuzija durch vier Bombentreffer, den Kreuzer Maksim Gorki durch sieben Treffer mittleren Kalibers, die Kreuzer Kirow und Petropawlowsk und den Zerstörer Silny durch je einen schweren Treffer, sowie den Zerstörer Grosjaschtschi, den Minenleger Marti und das Schulschiff Swir durch leichtere Treffer. Beschädigt wurden außerdem die Zerstörer Stoyki und Swirepy sowie die Unterseeboote M-79, P-2 und P-3. Die Angaben beruhen auf deutschen Luftbildaufnahmen, die allerdings unsicher sind, da die Aufnahmen durch sowjetische Flak gestört wurden. Laut Gerhard Hümmelchen konnte das Ziel der Vernichtung der Schiffe nicht erreicht werden.
Der Chef des Stabes der Luftflotte 1, Oberst Herbert Rieckhoff berichtete, dass man es für selbstverständlich hielt, nachdem im Sommer die Marat auf Grund gesetzt worden war, auch alle übrigen Schiffe versenken zu können. Als sich nach mehreren Angriffen der Erfolg nicht einstellte, fiel Görings Zorn auf die Luftwaffe. Laut Rieckhoff hätte ein Versenkungserfolg nur mit günstig platzierten Treffern gelingen können, da die Decks mit meterhohen Sandsackauflagen geschützt waren.
Letztendlich scheiterte das Unternehmen an der zusammengefassten Abwehrkraft der sowjetischen Jagdfliegerkräfte, Schiffsflak und der Flak der Luftverteidigung. Nach sowjetischen Angaben fielen die meisten Bomben aufs Ufer, und die Schiffe wurden nur durch Splitterwirkung leicht beschädigt, 18 Flugzeuge sollen abgeschossen worden sein.
Die Angriffe wurden bis zum 30. April 1942 unter dem Namen „Götz von Berlichingen“ fortgesetzt. Am 23. April erreichten nach sowjetischen Angaben von 159 angreifenden Flugzeugen nur 18 Bomber die Stadt und den Hafen, 24 Maschinen sollen abgeschossen worden sein. Am 25. April sollen von 55 angreifenden Maschinen sechs abgeschossen worden sein.